# تاريخ صناعة الكيمياء

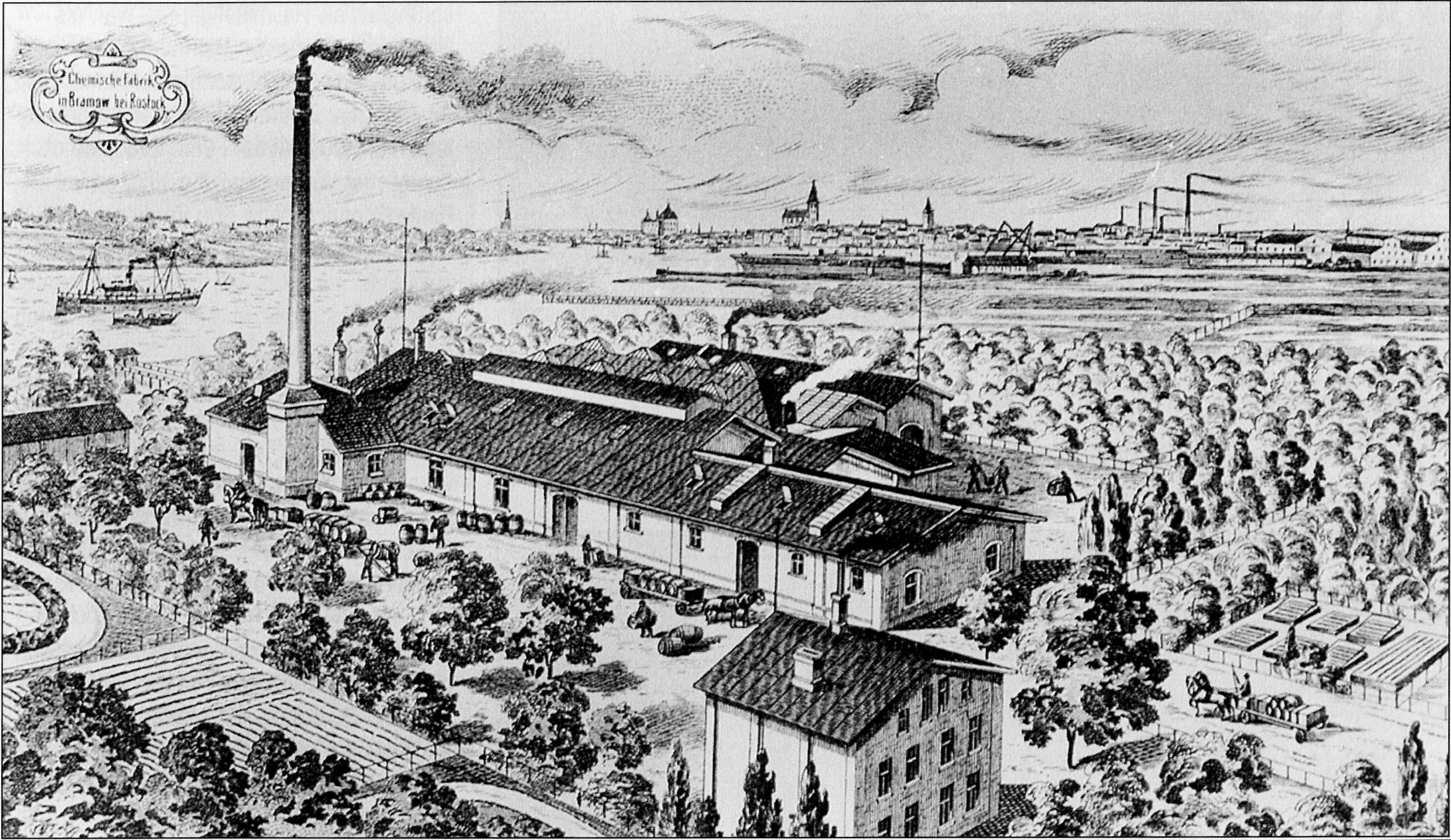
تصوير مصنع كيميائى في روستوك 1890.

يوضح تاريخ صناعة الكيمياء - في كل مراحلها - مدى تعقيد التفاعل بين المعرفة والإنتاج المادي. وتتطلب النتائج المعقدة التي تم الحصول عليها من الكيميائي في النشاط التجريبي أو في نظرية الانعكاس وساطة بين معدات المختبر والواقع الصناعي وفي الغالب لا يمكن التنبؤ بها. واستندت صناعة الكيمياء في بداية الأمر على مفاهيم المختبر الكيميائى، لكن التصنيع اللاحق للعمليات الكيميائية الأكثر تنوعًا، والمٌتنقلة بسبب احتياجات السوق المستمرة والتي كانت تتطلب دائمًا كمية أكبر من المنتجات تشير إلى أن صورة هذا الكيميائي انضمت لصورة المهندس والمهندس الزراعي والطبيب على حد سواء، ومع التدخل الغير منتهي سادت الحضارة الصناعية بشكل كامل على مدى قرنين سواء في جوانب الإنتاج أو في جوانب الحياة اليومية.
ويتم تعريف الكيمياء بإنها علم تحويل المواد. ومازالت مرونة الصناعة الكيميائية تزداد مع تطور المعارف، كما أنها انتشرت بالكامل خلال الصراعات الاقتصادية والعسكرية للقرن العشرين، بالرغم من الحفاظ على الحد المستمر من حجم الإستثمارات الجامد في المصانع.
ويبين تاريخ العلاقة بين العلم والكيمياء والصناعة أنه من الممكن الحصول على المنتجات الأكثر تنوعًا بناءً على قاعدة معينة من المواد الخام، وفي الوقت ذاته يمكن الوصول لذات المنتجات باستخدام المواد الأولية المختلفة؛ ومن ثم يجب إجراء خيارات حول تصنيف العملية الصناعية التي يجب إتباعها للحصول على منتج محدد، بترجيحهم بناء على عوامل مختلفة، من بينها العامل الاقتصادى وعامل الأمان والعامل البيئي. بالإضافة إلى ذلك، يمكن أن توفر الصناعة الكيميائية للقطاعات الإنتاجية الأخرى، أو للمستهلك النهائى منتجات «مختلفة» في جوهرها لكنها قادرة أن تؤدي نفس «دور» المادة الكيميائية (المذيبات، والمنظفات)، الميكانيكية (سبائك وألياف)، الطاقة (الوقود)، الجمالية (خضاب ومستحضرات التجميل) أو الفسيولوجية (الطب).
اختلف الإنتاج في العديد من المجالات التي تتميز «بتاريخها» الخاص مع مراحل التنمية والنضج المتباعدان في الوقت وذلك بسبب الانتشار المتزايد للمنتجات الكيميائية في الحضارة الصناعية.
- نشأت صناعة الكيمياء اللاعضوية الكبيرة من الثورة الصناعية؛
- ازدهرت صناعة الكيمياء العضوية للمنتجات (الكيماوية الدقيقة) بين منتصف القرن التاسع عشر ومنتصف القرن العشرين؛
- تجديد تكنولوجيا التوليف، مع البحث عن ظروف التفاعل الخارجي (في العقود الأولى من القرن العشرين)؛
- ظهور الصناعة العضوية الثقيلة في الوقت الحاضر؛
- الظهور الحديث للتقنيات الاصطناعية التي تتعلق بالتكنولوجيا الحيوية.

## أصل وتطور الصناعة الكيميائية (1750-1900)
حقق قطاع الصناعة الكيميائية أولاً إنتاجًا اقتصاديًا واضحًا من القلويات (قاعدة كيمياء). ووصل إلى النضج التكنولوجي في العقود الأخيرة من القرن التاسع عشر. عنى مصطلح «صناعة القلويات» بإسلوب غير صحيح لغويًا طيلة القرن التاسع عشر نظامًا من الإنتاجات المختلفة التي شملت الصودا وهيدروكسيد الصوديوم وحمض الكبريتيك. واُضيفت هذه المنتجات بعد عام 1870 لتصنيع المسحوق للأبيض، وهو منتج أساسي للحقبة. ويتم وضع صناعة القلويات في خدمة القطاعات الأخرى: في المقام الأول قطاع الغزل والنسيج، الدافع بالكامل للثورة الصناعية، ثم قطاعات الصابون والزجاج والورق، حيث جميعها مرتبطة باستهلاك المدنيين الذي ينمو بشكل كبير مع انتشار المستويات المنخفضة للرفاهية. وبالفعل تم تحضير بعض «القلويات» واستخدامها منذ فترة. بالأخص الصودا (كربونات الصوديوم) التي تم الحصول عليها من خلال ترشيح رماد بعض الطحالب وأنواع النباتات الموجودة في المستنقعات المالحة، بينما يمكن الحصول على البوتاس (كربونات البوتاسيوم) أينما كانت الغابات التي يجب ترميدها. تم الحصول على مشتقات كاوية الصودا والبوتاس عن طريق التفاعل مع الجير الحى (كربونات الصودا الكاوية). واشتهرت الصودا الكاوية بالأخص في مصانع الصابون، حيث ساهمت في إنتاج الصابون الصلب، بالإضافة إلى القيمة التجارية العالية لتلك السوائل (التي تم الحصول عليها من خلال تفاعل الدهون مع البوتاس الكاوى).

## الصودا لبلانك

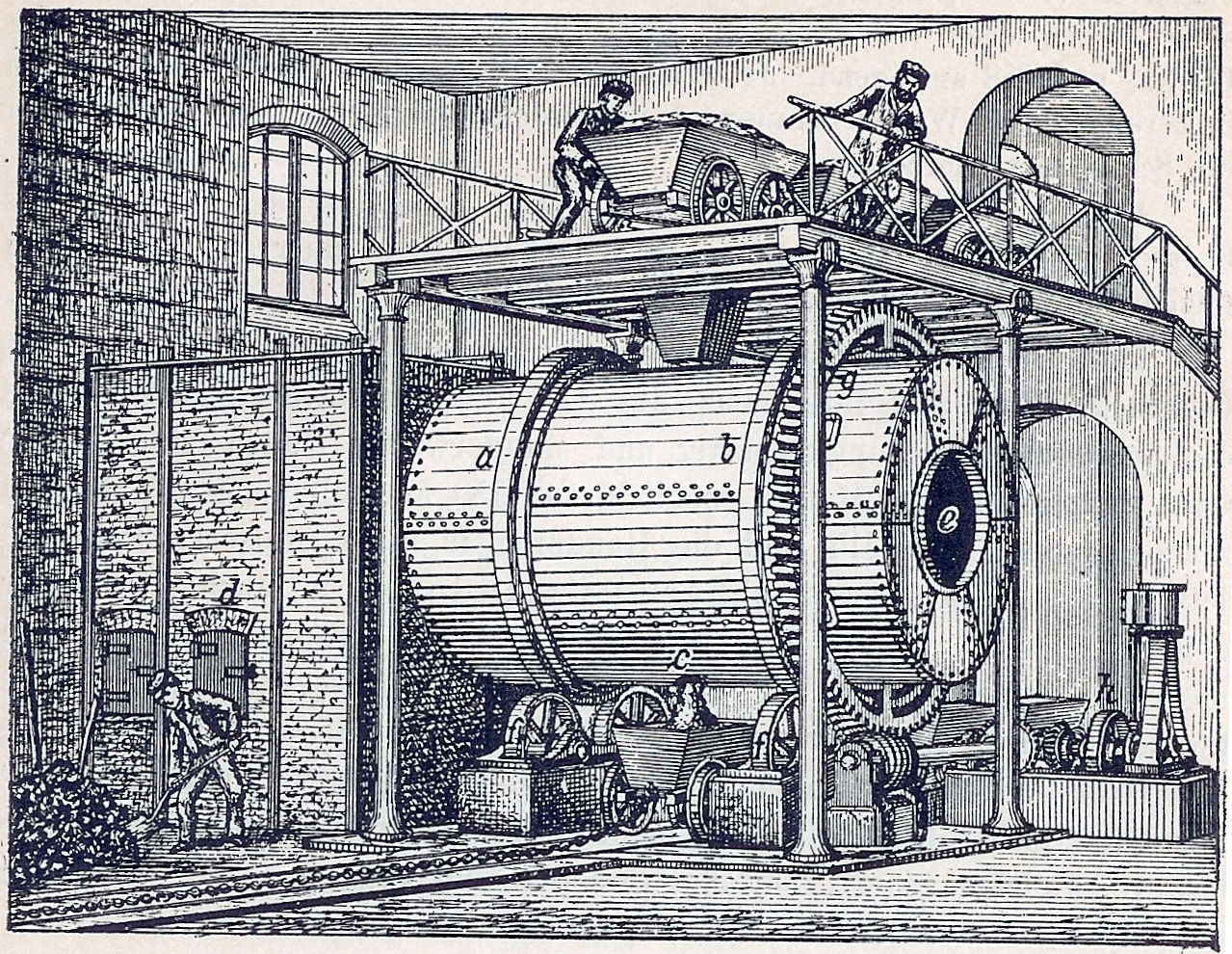
تصوير عملية لبلانك لإنتاج الصودا

ارتفع ثمن القلويات بشكل ملحوظ، بسبب زيادة الطلب، طوال النصف الأول من القرن الثامن عشر، حتى عندما لم يمكنك رؤية الإنتاج من المواد الخام الأخرى التي لم تكن من النباتات. أثبت الفرنسي هنري لويس دوهاميل دو مونسو عام 1736 أن الملح العام هو مركب أساسي من الصودا وروح الملح (حمض الهيدروكلوريك). عندما قرر الكيميائي الإنجليزي جوزيف بلاك أن الصودا والبوتاس لم يكونوا شيئًا أكثر من مركبات مطابقة كاوية مجتمعة مع الهواءالثابت (ثانى اكسيد الكربون) ظهرت أيضا الصلة بين المواد الخام التي يسهل الوصول إليها، مثل كلوريد الصوديوم، والحجر الجيري، والصودا، ولكن الأمر استغرق ثلاثة عقود من المقترحات والمحاولات العملية قبل التوصل إلى «حل» مقبول.
الأكاديمية الفرنسية للعلوم عام 1775 جائزة نقدية كبيرة لمن ينجح في الحصول على الصودا من كلوريد الصوديوم. وعدل نيكولاس لبلانك بعض العمليات المعروفة، قائمًا بعملية على مرحلتين: في المرحلة الأولى يتم تحويل كلوريد الصوديوم إلى كبريتات الصوديوم، وفي الثانية يتم خلط الكبريتات مع الكربون وكربونات الكالسيوم، وتم الحصول على الصودا وكبريتيد الكالسيوم من خلال التدفئة. تم ترشيح الصودا وظل الطين المحتوى على الكربون الغير محترق، لم تترسب الصودا وكبريتيد الكالسيوم، بسهولة تفككا مع أبخرة كبريتيد الهيدروجين. فمن الواضح في هذه الرؤية البدائية أن هناك اثنين من المكونات الأساسية يجب أن يُفقدوا بالكامل: تبخر كلور الملح في الهواء في شكل كلوريد الهيدروجين، بينما ظل كبريت حمض الكبريتيك «عالق» في شكل رصاص سام. وبصرف النظر عن هذه النقاط، فإن عملية تلك الأيام كانت مفيدة حقًا. تم القضاء على لبلانك من قبل أحداث الثورة الفرنسية التي قام بها الدوق أورلينز (ممولها) في 1793 وبعد أن أبطل عمليات الإختراعات. بعد انتحاره (1806)، كان يجب انتظار الثورة الصناعية لإعادة تقييم عملية لبلانك. وقدم تشارلز تينانت عملية لبلانك في سانت رولوكس منذ 1818، لكن الضريبة الكبيرة التي فُرضت على الملح منعت تطورها ونشرها. تم إزالة العقبة عام 1825 وانخفض سعر الملح إلى النصف من القيمة السابقة. وبدأ جيمس موسبرات في نفس العام العملية على نطاق واسع في سانت هيلينس، محسنًا نوعية المنتج المُباع. وتضمن رماده الأسود بالفعل نسبة مئوية من وزن الصودا المضاعفة مقارنة بالمستوى السابق (40% مقابل20%)، بجانب شوائب الكلوريد والكبريتيد، لكن في عام 1830 بدأ تسويق الرماد الأبيض، وهي كربونات الصوديوم. وتم تحضير الصودا الكاوية من قبل المستخدمين النهائين حتى وقت مبكر من 1850، عندما بدأ ويليام جوساج تحضيرها بتركه الجزء الأكثر غموضًا من ترشيح لبلانك، ووضعها في السوق في خزانات الحديد.

## الصودا سولفاى والشأن البيئي

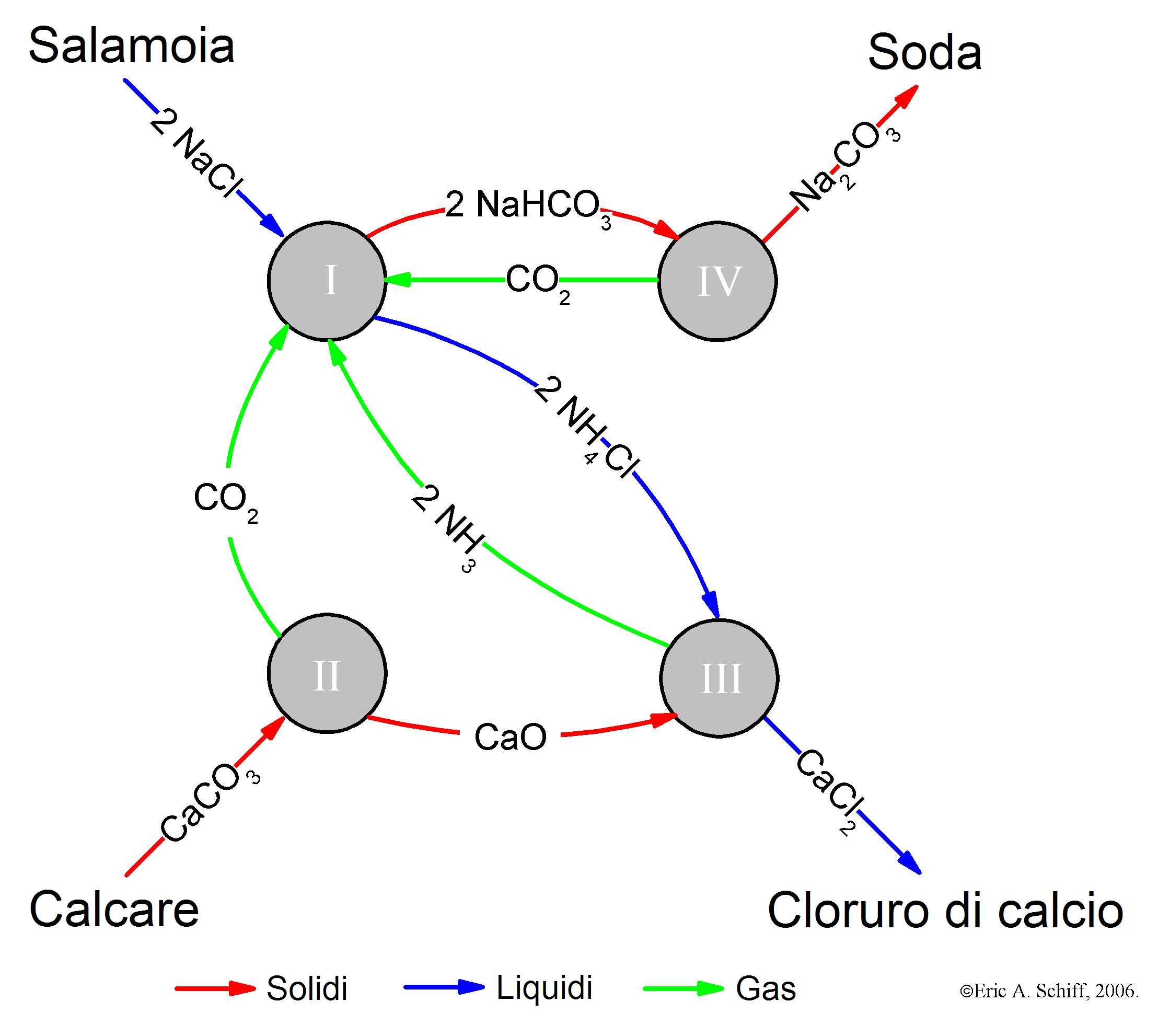
جدول عملية سولفاى

ظل نظام تقنية الصودا لبلانك دون تغيير في جوهره حتى عام 1863، عندما وُجد بالصدفة تحت ضغط مزدوج: من الناحية الاقتصادية والسياسية. كانت الأولى ناتجة عن اقتراح عملية بديلة من قبل البلجيكي إرنست سولفاي، نشأت الثانية من قبل القانون الذي لم يسبق له مثيل لمكافحة التلوث الانجليزى، قانون القلويات.عُرفت المفاهيم العلمية القائمة على العملية الجديدة منذ 1820: في محلول الملح المشبع بالأمونيا تم حدوث فقاعات من ثانى اكسيد الكربون، وتم الحصول على راسب من بيكربونات الصوديوم، قابل للذوبان بشكل طفيف، والذي بتدفئته تم الحصول بسهولة على الصودا التي طال انتظارها.قد وضعت الطريقة مشاكل هندسية لايمكن التغلب عليها من الناحية العملية، منذ أن كانت في أيدى إرنست سولفاي وشقيقه ألفريد وأصبحت عملية بعد سنوات من المحاولات. تأسست شركة سوسيتيه سولفاي ET CIE في عام 1863 وتم شراء حقوق الإنتاج لإنجلترا من قبل لودفيغ موند عام 1872.منذ ذلك الحين، أصبحت المنافسة بين العمليتين شرسة.وفي عام 1874 شارك 30.000 طن فقط من الصودا سولفاى من إجمالى 525.000 طن تم إنتاجها في جميع أنحاء العالم; وبعد أحد عشر عام على 800.000 طن من الصودا، 365.000 منها كانت ناتجة عن العملية سولفاى.حدث «تقدم» بعد وقت قليل وفي عام 1902 أنتجت مصانع سولفاى 1.650.000 طن، وتركت عملية لبلانك هامش «بقايا» 150,000 طن.تُظهر هذه الأرقام من جانب: أهمية الإنتاجات الكيميائية الأساسية حتى نهاية القرن التاسع عشر، ومن جانب آخر مقاومة منتجين لبلانك الشديدة.سُهلت هذه المقاومة -جدليًا- من تأثيرات قانون القلويات.ولكل طن صودا ينتج بطريقة لبلانك، يتصاعد 0.75 طن من كلوريد الهيدروجين في الهواء.دُمرت بالفعل مناطق صناعية إنجليزية بأكملها بسبب هذا الإهمال، مثل ويدنس، التي تركزت بها صناعة القلويات. تحت ضغط احتجاجات المزارعين، حاول بعض منتجى الصودا معالجة مخلفات الأحماض; على وجه الخصوص جوساجو الذي اخترع عام 1863 برج يتم فيه معالجة الغاز الصادر من المرحلة الأولى بالمياة قبل أن يُضع في الغلاف الجوى.وتم وضع محلول حامض الهيدروكلوريك المخفف جدًا في الأنهار. وظل هذا النظام اختياري حتى عام 1863، عندما تم فرض خفض جذري لأبخرة الأحماض. أيضًا تم حظر «معالجة» إلقاء المخلفات في الأنهار بعد بضعة أعوام بموجب قانون تلوث الأنهار لبنيامين دزرائيلي: وقد أصبح من الضروري استخدام الكلور في ملح البحر وذلك لمجموعة أسباب سياسية واجتماعية واقتصادية.

## مسحوق التبييض والتطورات في عملية لبلانك

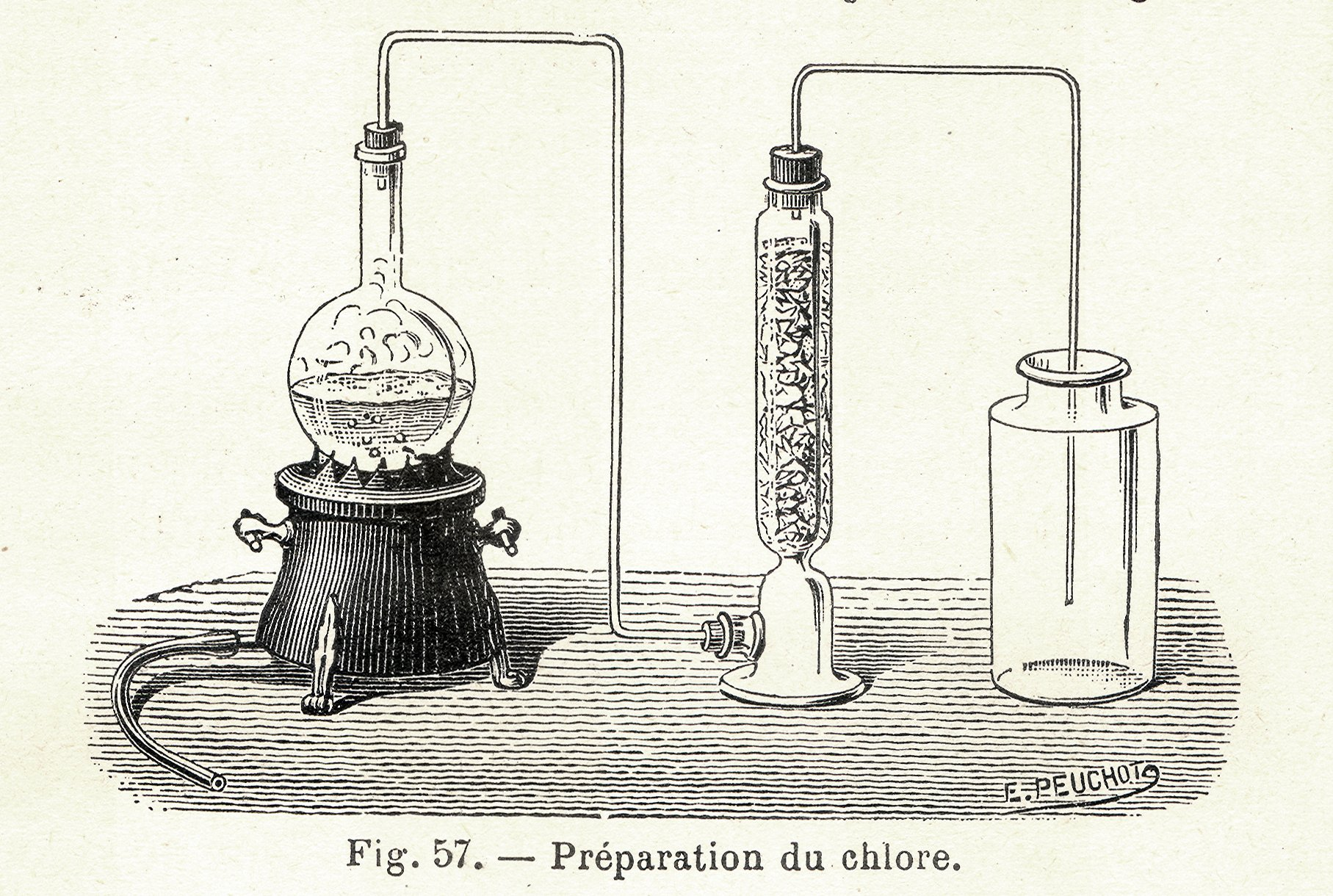
انتاج الكلور في المختبر

تمت ملاحظة خصائص غاز الكلور عام 1774 من قبل مكتشفها، السويدى كارل سكيل، وأجرى كلود لويس بيرثولت من سافويا تجارب عملية لتبييض المنسوجات عام 1785. انتشر الابتكار سريعًا حيث كانت عملية التبييض من بين أكثر صعوبات العصر؛ ومن الممكن أن تستمر في الدول الشمالية من مارس إلى سبتمبر مع الشمس كعامل للتلوين، وكان مُرحب بالكلور الأكثر نشاطًا و (ضررًا) بالرغم من خطورتة. ولكن في المقابل نجح كل من تينانت وتشارلز ماكنتوش خلال القرنين الثامن عشر والتاسع عشر في تحضير مسحوق (تحت كلوريت كالسيوم)ومنه تم الحصول بسهولة على محلول تتبييض قوى من خلال التحميض. وكان الكلور أساسي لتحضير مسحوق تينانت، وتم الحصول عليه بدوره وفقًا لطريقة مكتشفه: علاج بيرولوزيت (ثاني أكسيد المنجنيز) مع حمض الهيدروكلوريك.
وأيضًا نظرًا لزيادة طلب مسحوق التبييض بشكل كبير، فإن المشكلة التقنية-العلمية التي قُدمت في عام 1863 إلى الكيميائين الإنجليز كانت لإيجاد مسارًا اقتصاديًا ذى جدوى تجاه الكلور من محلول حامض الهيدروكلوريك (الذي يتدفق إلى الأنهار من أبراج جوساجو). واستطاعوا التقنين الإنجليز إعطاء إجابتين، كلاهما صحيح. وعدل والتر ويلدون عملية تحضير الكلور من بيرولوزيت بإيجاد طريقة عبقرية لإستعادة المنجنيز، الذي يوجد في نهاية كل فترة من الأكسدة على هيئة كلوريد المنجنيز. وعالج ويلدون كتلة الكلوريد مع الحجر الجيري والجير، وهناك لم تمر طائرات نفاثة قوية عند 50 درجة مئوية؛ وهكذا تأكسد المنجنيز تقريبًا بالكامل وبالتالي كان جاهز لفترة إضافية (1866). وكان اقتراح هنرى دياكون أكثر ابتكاراً من الناحية التكنولوجية. وصمم دياكون نظامًا الذي يسمح فيه أن «يحرق» كلوريد النحاس حمض الهيدروكلوريك في الهواء عند 500 درجة مئوية، معطيًا كلور وماء (1868). وكان الكلور الذي تم الحصول عليه مخفف جدًا بالفعل، لكن في 1870 اجتاز دياكون هذا الحد أيضًا، ناجحًا في الحصول على مسحوق تبييض فعال للغاية. تحسن الآداء الاقتصادى لعملية لبلانك بشكل ملحوظ مع انتعاش الكلور، لكن لايزال هناك عنصر مفقود تمامًا من بين الذيم تدخلوا في المرحلة الأولى. وتركمكبريت كبريتيد الكالسيوم، الغير قابل للإستخدام، في جبال القمامة التي تحيط بورش لبلانك. ووصل النجاح أيضًا في هذه الحالة بعد محاولات كثيرة: وظهرت جوساجو كما لو كان من الممكن أن تحرر كبريتيد الهيدروجين من كبريتيد الكالسيوم، من خلال أن تهب ثاني أكسيد الكربون في مخلفات إنتاج لبلانك، ولكن استفاد ألكسندر شانس من هذا الاقتراح، بإيجاد طريقة لإثراء الغاز الذي تم الحصول عليه وبأكسدتة بالماء والكبريت في فرن مصمم من قبل كارل فريدريش كلوز (عملية كلاوس).

## المتفجرات العالية

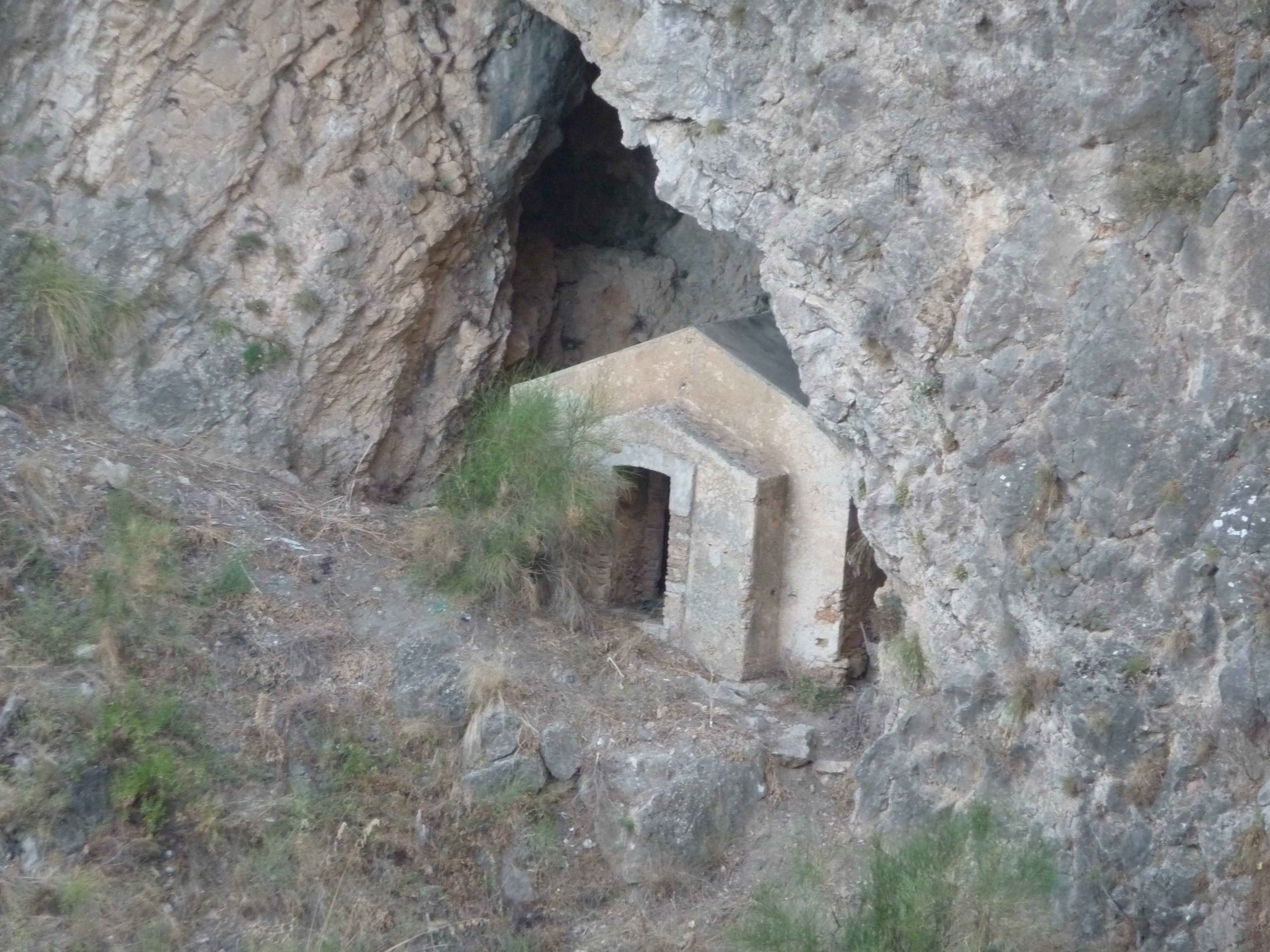
تخزين ألغامباتسو المتفجرة

بدأ تاريخ المتفجرات خلال نهاية 1840، عندما حاولوا نيترة أي مركب عضوى للحصول على مواد مفجرة. خاصة بعد نجاح الألمانى كريستيان فريدريش شونباين في صُنع النيتروسيليلوز (1846) والإيطالي أسكانيو سوبريرو في توليف نيتروغليسرين (1847). عٌلق إنتاج النيتروسيليلوز لأغراض عسكرية، والذي عقب الأكتشاف على الفور، عندما دمر انفجار رهيب أول مصنع انجليزى في 14 يوليو 1847. وتم استئناف الإنتاج فقط بعد أن أثبت الباحث الإنجليزى فريدريك أبيل أنه يمكن أن يستقر قطن البارود خلال عملية تنقية كاملة من كل أثر للحامض، متروكًا في كتلة بعد عملية النيترة.

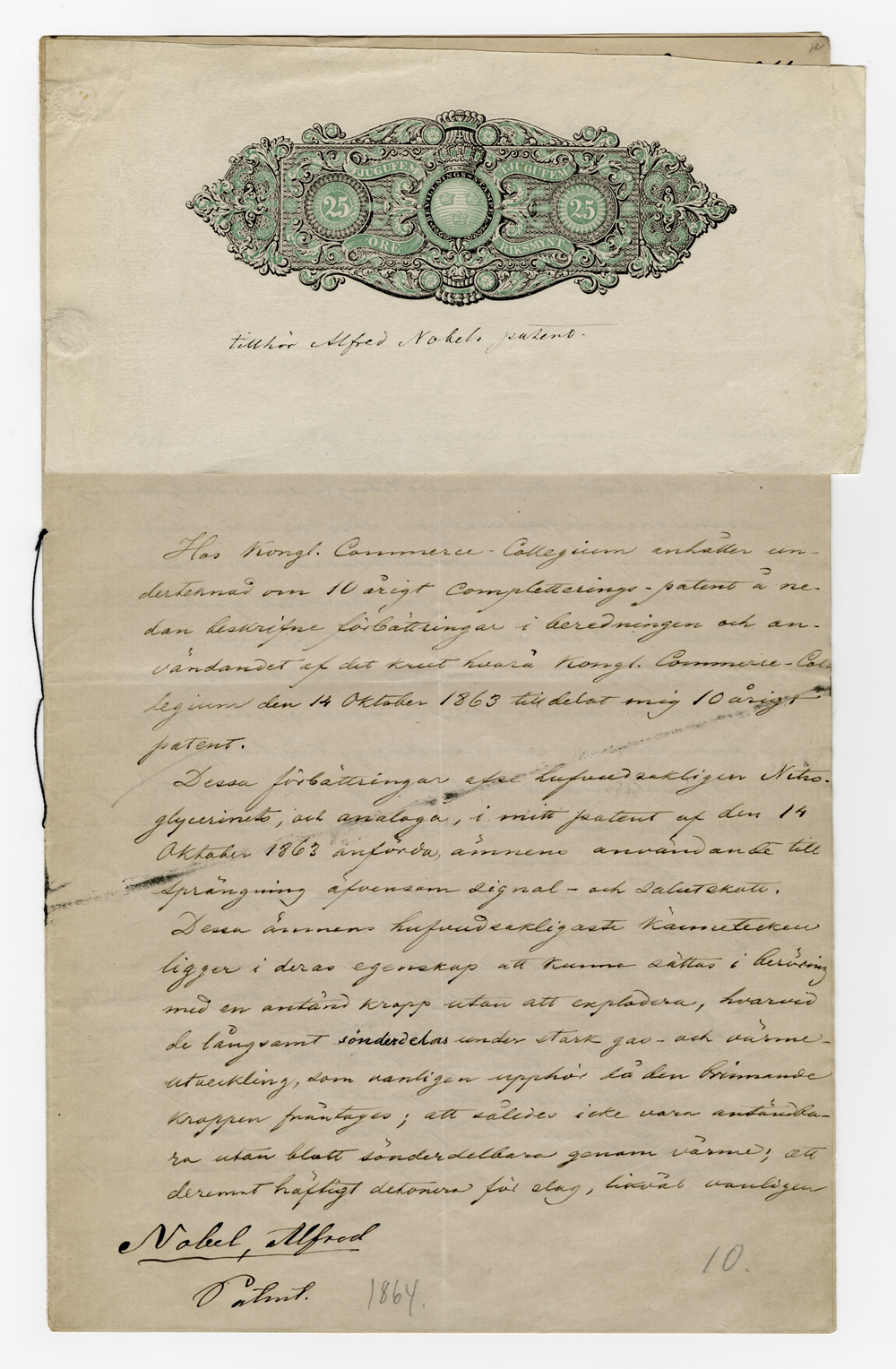
براءات اختراع ألفريد نوبل لعملية إنتاج النيتروغلسرين(1864).

 ولاتزال قضية الاستخدام العملي للنيتروغليسرين أكثر دراما ومغامرة. وبدأه ألفريد نوبل واستخدمه في 1859، وبعد اكتشاف أن الانفجار يمكن أن يحدث من البارود، بدأ تسويقه باسم «النفط المنفجر». ودمر انفجار أول مصنع سويدي، مما أسفر عن مقتل شقيق الفريد. واستمرت تجارة النتروجلسرين حتى عام 1867، العام الذي تبنى فيه نوبل الزئبق المفجر كنوع من المتفجرات وأسس النتروغلسرين الذي جعله يمتص من دقيق الأرض (دياتومى)، حاصلًا على عجينة لينة دُعيت دناميت. واخترع المقاول-التقني السويدي في عام 1875 ما يسمى «جيلاتين متفجر»، على أساس قطن الكولوديوم والنتروجلسرين، مع قوة متفجرة أكبر من الديناميت. وكانت المتفجرات الجديدة جميعها تخريبية، ومن ثم لا تصلح للاستخدام البالستى. وجاء الابتكار الجديد هنا في فرنسا، مع بودر B التي أنتجها باول فيلى في 1886، والتي أعقبت بالستى نوبل في 1887، وكوردايت أبيل في 1889. وفي جميع هذه الحالات كانت الخلطات الخاصة للمركبات معروفة بالفعل؛ فكانت ثورة تقنيات بناء الأسلحة عميقة، وجعلت مجازر الحرب العالمية الأولى القوى العظمى لفاعلية الأسلحة المميتة معروفة. ومن جهة أخرى، وجعلت المتفجرات الحديثة العمل في المناجم أكثر أماناً، وأتاحت تشييد الأعمال المدنية الكبيرة مثل قناة بنما.

## الكيمياء الكهربائية، ودرجات حرارة عالية وضغوط، التحفيز الكيميائي (1890-1940)
لا تختلف الكثير من الإنتاجات التكنولوجية في القسم السابق عن تلك المعتادة في مختبر الكيمياء العضوية: درجات الحرارة المرتفعة قليلًا، الضغط الجوي. لكن شهدت الصناعة الكيميائية ظروف قاسية، بخلقها لنفسها المواد الأكثر ملائمة لتحقيقها، وذلك بمجرد أن بدأت الصناعة الكهروميكانيكية تقدم مولدات قوية إلى حد ما.

## الصناعة الكهروكيميائية

فرن هيرلوت لإنتاج الألمونيوم

يُمكن وضع تاريخ نشأة أكبر صناعة كهروكيميائية في عام 1886، عندما اخترع كل من بول- لويس- هيرولت توسان في فرنسا، وتشارلز مارتن هول في الولايات المتحدة عملية لتحضير الألمونيوم (وتُسمى «عملية هول هيرولت»)، التي تقوم على التحليل الكهربائى لمحلول الألمونيوم في سداسي فلوروألومينات صوديوم المنصهر. ويعد إنتاج الأمونيوم المنخفض التكلفة هام بالفعل في حد ذاته، ويُقيم بالكامل من قبل هانس جولدشميدت، كما إقتُرح استخدامه في الصناعة بعد درراسة عميقة لدرجة حرارة أكاسيد المعادن المنخفضة من خلال مسحوق الألمونيوم وذلك في عام 1898: وفي السنوات الأولى من القرن العشرين سمحت عملية حرارة الألمونيوم بإنتاج معقول التكلفة للمعادن بالإضافة إلى المعادن التي يتعذر الوصول إليها مثل الكروم، والمنجنيز، والتنجستين، والمولبيدنوم. وتطلب كل أكسيد ظروف خاصة، لكن يجب أن تصل درجة الحرارة في جميع الحالات فيما لا يقل عن 2200 درجة سيلزيوس. تزود المعادن التي تم الحصول عليها إنتاج الصلب الخاص، بتوسيعها نطاق صناعة التكنولوجيا الغير مباشرة لابتكار هيرولت وهول. وصمم الكيميائى الأمريكي هاميلتون يونغ كاستنر (1858 - 1899) طريقة للحصول على الصوديوم، حيث كان ينوى من خلالها أن يقلل الأمونيا ويستخلص الألمونيوم، وكان قد هاجر إلى إنجلترا بحثا عن رأس المال. وبعد تجارب محدودة، افتتح ورشة عمل في عام 1888، لكن سرعان ما جعلت منافسة عملية التحيل الكهربي انتاجه للألمونيوم غير مربح.

## الملاحظات
1. ↑  Michael Flavin, Benjamin Disraeli: The Novel As Political Discourse, Sussex Academic Press, 2005. ISBN 1-903900-30-1
2. ↑  ^ www.parodos.it. URL consultato il 21-12-2008.

## مقالات ذات صلة

### مجالات الصناعة الكيميائية
- كيمياء
- صناعة كيميائية
- صناعة
- صناعة الدواء
- صناعة نفطية
- صناعة المنسوجات

### تاريخ الصناعة
- علم الآثار الصناعي
- ثورة صناعية
- تاريخ الكيمياء
- تاريخ الكيمياء الكهربائية
- تاريخ الصناعة الإيطالية

### المصانع الكيماوية
- مصنع كيميائي
- عملية أساسية
- المعدات الكيميائية

### الآثار الاقتصادية
- منظمة صناعية
- وفورات الحجم
- نظرية قمة هوبرت
- الأخوات السبع (نفط)

### وصلات داخلية
تكنولوجيا حيوية
الضغط الجوي

### وصلات خارجية
http://www.minerva.unito.it/Storia/IndustriaChimica3/ChimInd1.htm نسخة محفوظة 4 مارس 2016 على موقع واي باك مشين.
http://www2.ing.unipi.it/~d5793/chimica%20industriale/indice.htm نسخة محفوظة 29 أبريل 2008 على موقع واي باك مشين.
http://www.corsi.storiaindustria.it/settoriindustriali/chimica/001/storia/
http://www.chemicalindustryarchives.org/ نسخة محفوظة 20 ديسمبر 2008 على موقع واي باك مشين.
http://stoltz.caltech.edu/litmtg/2002/trend-lit-8_22_02.pdf نسخة محفوظة 30 أغسطس 2008 على موقع واي باك مشين.
http://www.deutsches-chemie-museum.de/uploads/media/Geschichte_der_chemischen_Industrie_02.pdf نسخة محفوظة 9 مايو 2015 على موقع واي باك مشين.